# Blidö (eiland)

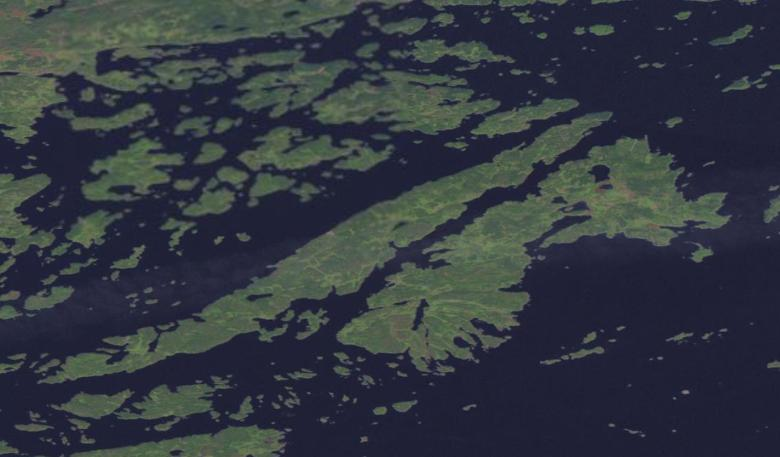

Blidö is een Zweeds eiland en maakt deel uit van de archipel van Stockholm. Het behoort tot de gemeente Norrtälje.

## Plaatsen op Blidö
- Oxhalsö
- Stämmarsund
- Bromskär
- Glyxnäs